# Калисанов, Владимир Виленович
Владимир Виленович Калисанов (род. 9 декабря 1964) — российский актёр театра и кино, Заслуженный артист Российской Федерации (1998).

## Биография
Владимир Виленович Калисанов родился 9 декабря 1964 года в Ялте. Как и дед, Владимир решил стать актёром, но в Высшее театральное училище им. М. С. Щепкина поступить не смог. Там же ему дали совет ехать учиться в Саратов. В 1982 году Владимир поступил в Саратовское театральное училище на курс В. А. Ермаковой, окончив его в 1986. Курс сложился поистине звёздный, вместе с ним учились Евгений Миронов, Галина Тюнина. Впоследствии, в 1996 году журнал «Огонёк» назвал их троих в числе десяти лучших артистов года.
По окончании училища был принят в труппу Томского театра драмы, там Владимир Виленович проработал несколько лет, но затем вернулся в Саратов и был принят в Саратовский академический театр драмы. На сцене Саратовского театра Владимир Виленович сыграл множество ярких ролей. Режиссёром театра в это время был А. И. Дзекун, именно в его спектаклях раскрылся яркий талант актёра.
В 2005 году был принят в Московский Художественный театр им. А. П. Чехова. Дебютировал в спектакле «Кабала святош» (Маркиз де Лессак). Играет в спектаклях «Танец альбатроса» (Жиль), «Тартюф» (Клеант), «Ундина» (Огюст), «Амадей» (граф Франц Орсини Розенберг), «Крейцерова соната» (Попутчик), «Новый американец» (Баскин), «Пиквикский клуб» (Джозеф Перкер).

## Общественная позиция
11 марта 2014 года подписал обращение деятелей культуры Российской Федерации в поддержку политики президента РФ В. В. Путина на Украине и в Крыму.

## Признание и награды
- Заслуженный артист Российской Федерации (1998)[1]

## Творчество

### Роли в театре

#### Саратовский академический театр драмы имени И. А. Слонова
- «Зойкина квартира» М. А. Булгакова. Режиссёр: А. И. Дзекун — Херувим
- 1986 — «Мастер и Маргарита» М. А. Булгакова (премьера 22-23 ноября, спектакль шёл два вечера). Режиссёр: А. И. Дзекун — Иван Бездомный
- 1991 — «Белая гвардия» Михаил Булгаков, (премьера 26 апреля). Режиссёр: А. И. Дзекун — Лариосик
- 1992 — «Додо» Клайв Пэтон (премьера 21 апреля). Режиссёр: А. И. Дзекун — Чайка
- 1993 — «Чайка» А. П. Чехова (премьера 10 ноября). Режиссёр: А. И. Дзекун — Треплев
- «Брат Чичиков» Нины Садур. Режиссёр: А. И. Дзекун — Манилов
- 1994 — «Крематор» Ладислава Фукса. Режиссёр: А. И. Дзекун — Копферкингель
- «Тайбеле и её демон» Исаака Башевиса Зингера. 'Режиссёр: А. И. Дзекун — Менаша
- «Аркадия» Тома Стоппарда. Режиссёр: А. И. Дзекун — Септимус и Валентин
- 1996 — «Падение Рима» Иона Друцэ. Режиссёр: А. И. Дзекун — Диодор
- 1997 — «Король, дама, валет» Владимира Набокова. Режиссёр: А. И. Дзекун — Франц
- 1997 — «Новый американец» А. Марьямова. Режиссёр: Антон Кузнецов — Баскин
- 1998 — «Вишнёвый сад» А. П. Чехова. Режиссёр: Станислав Таюшев — Петя Трофимов
- 1998 — «На дне» Максима Горького. Режиссёр: Антон Кузнецов — Барон
- 2004 — «Копилка» Эжен Мари Лабиша. Режиссёр: Антон Кузнецов — Кордебуа
- 2005 — «Ловит волк — ловят и волка» А. Н. Островского. Режиссёр: Елена Чёрная — Беркутов

#### Московский художественный театр им. А. П. Чехова
В 2005 году был принят в труппу Художественного театра. Дебютировал в спектакле «Кабала святош».
- 2005 «Кабала святош» Михаил Булгаков, постановка Адольф Шапиро, премьера сентябрь 2001 года. — Маркиз де Лессак
- «Ундина» Жан Жироду, постановка Николай Скорик, премьера 24 марта 1990 года. — Огюст
- «Тартюф» Ж. Б. Мольера, постановка Нина Чусова, премьера 10 ноября 2004 года. — Клеант
- «Амадей» Питера Щеффера. Режиссёр: Марк Розовский — граф Франц Орсини Розенберг
- «Новый американец» Александр Марьямов, Сергей Довлатов. Режиссёр: Пётр Штейн. премьера 5 сентября 1994 года. — Баскин
- 2007 — «Танец альбатроса» Жеральда Сиблейраса. Режиссёр: Олег Тополянский. премьера 23 декабря 2007 года. — Жиль, приятель Тьерри
- 2008 — «Крейцерова соната» Льва Толстого, постановка Антона Яковлева, премьера 2 декабря 2008 года. — Попутчик
- 2009 — «Пиквикский клуб» Чарльза Диккенса, постановка Евгения Писарева. — Джозеф Перкер

### Фильмография
- «14 красных избушек» А. Платонова. Режиссёр: А. И. Дзекун. Телеспектакль.
- «Чевенгур (Христос и мы)» Андрея Платонова. Режиссёр: А. И. Дзекун. Телеспектакль.
- т/ф — «Клочки из записок титулярного советника Аксентия Поприщева» (моноспектакль по «Запискам сумасшедшего», производство ГТРК «Саратов»)
- 2008 — Апостол — Евсик
- 2016 — Чистое искусство — Павел Филиппович Федосенко, профессор
- 2019 — Секта — отец Михаил, священник
- 2020 — Грозный — князь Горбатый